# Hermann-Löns-Park (Hannover)

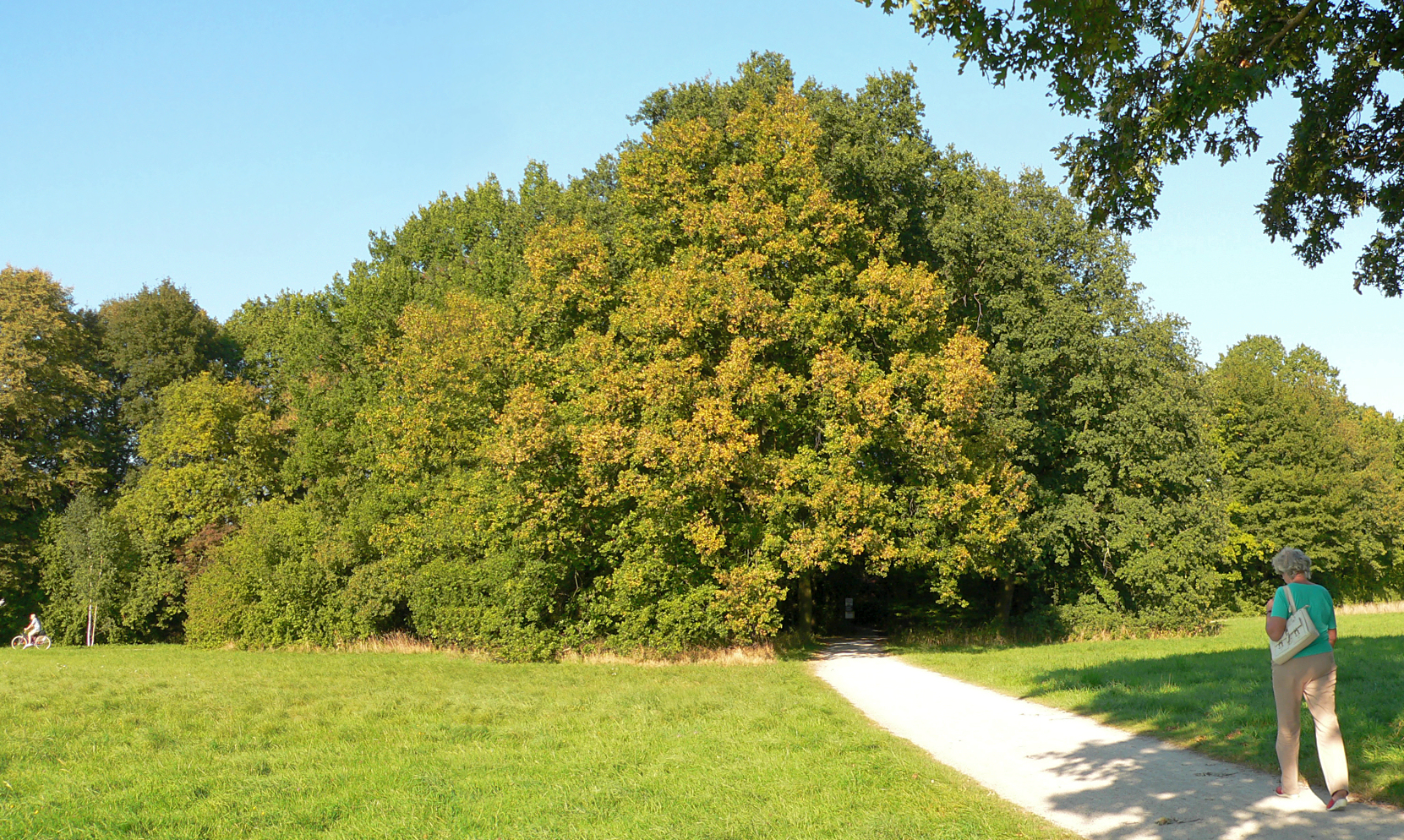
Weg im Parkgelände

Der Hermann-Löns-Park in Hannover ist eine 86 ha große Parkanlage im südöstlichen Stadtbereich im Stadtteil  Kleefeld, die die Waldgebiete Eilenriede und Tiergarten miteinander verbindet. Das Parkgelände stellt wegen der heimischen Pflanzen, Gebäude und Geländeformen eine idealisierte niedersächsische Auenlandschaft dar. Seit seiner Entstehung als Volkspark in den 1930er-Jahren hat der Park bis heute die ursprüngliche Gestalt weitestgehend behalten. Die Benennung beruht auf dem mit Hannover eng verbundenen Heide-Dichter Hermann Löns.

## Lage

Lageplan des Parks

An den Park im Stadtteil Kleefeld grenzen die Stadtteile Kirchrode und Anderten sowie die Waldgebiete der Eilenriede und des Tiergartens an. Abgegrenzt ist die Parkanlage durch die Kirchröder Straße und das Gelände des Henriettenstifts sowie des Kleefelder Bades im Westen, durch die Bahnstrecke Hannover–Berlin im Norden und im Südosten durch die Güterumgehungsbahn Hannover. In das Zentrum des Parks mit einem Restaurant führt eine Straße, an deren Ende sich ein öffentlicher Parkplatz befindet. Mit öffentlichen Verkehrsmitteln ist der Park mit einer Stadtbahn-Linie erreichbar.

## Geologie
Geologisch bestimmen Mergelgesteine den Untergrund. Die wasserundurchlässigen Kreidetone ließen im heutigen Parkbereich oberflächlich ein Niedermoor entstehen, das gegenüber den Torfmooren nördlich von Hannover (Altwarmbüchener Moor) einen hohen Nährstoffreichtum aufweist.

## Biologie
Der nährstoffreiche Untergrund ermöglicht eine artenreiche Tier- und Pflanzenwelt. Der besondere Wert des Geländes wurde bereits im 19. Jahrhundert erkannt („Apothekerwiese“). In der Tierwelt des Parks finden sich 48 Vogelarten und 8 der einheimischen 18 Fledermausarten. Ein Problem stellt seit geraumer Zeit die starke Grauganspopulation dar, die zur Nährstoffanreicherung des Teichs, zum Verbiss der Ufervegetation sowie zur Verdrängung anderer Wasservögel beitrug.

## Landschaftsgestaltung

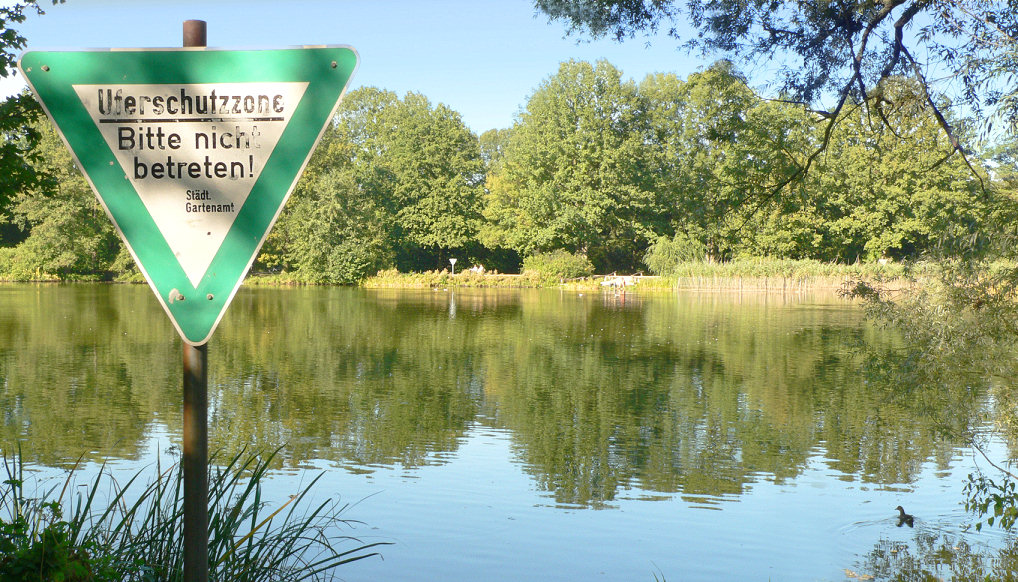
Annateich

Das Parkgelände ist eine reizvolle Landschaft, in der sich Wasserflächen, Waldweiher, offene Wiesen mit flachen Randgehölzen sowie Hochwald abwechseln. Die Anlage wurde in Art einer niedersächsischen Auenlandschaft gestaltet und wird von zahlreichen wertvollen Biotoptypen, wie Röhrichten und Seggenrieden am Annateich sowie baumüberstandenen Hecken und Nasswiesen geprägt. Bei der Anlage des Parks wurde der schon vorhandene Annateich vergrößert und in zwei Hälften geteilt, was den Eindruck einer Seenlandschaft erweckt. Im Bereich des Kiebitzberges, einer kaum wahrnehmbaren Erhebung mit einem Birkenhain an der Parknordseite, finden sich eiszeitliche Findlinge, deren größter als Naturdenkmal geschützt war, inzwischen jedoch als Geotop ausgewiesen ist.
Die Pflanzen stehen im Park überwiegend an ihrem natürlichen Standort. Groß-Koniferen wurden nicht angepflanzt, da sie für die nordwestdeutschen Landschaften nicht typisch sind. Stattdessen finden sich unter anderem die Baumarten bzw. -gattungen Stieleiche, Linde, Hainbuche, Esche, Erle, Weide und Birke sowie die Straucharten Haselnuss, Holunder, Faulbaum und Traubenkirsche.
Die Parkentwurf von Hans Klüppelberg knüpft an die Heimatschutzbewegung an und ist ein Zeugnis der Landschaftsgestaltung in der Zeit des Nationalsozialismus. Nach dem Vorbild Willy Langes wurde auf „fremdländische“ Pflanzen verzichtet. Der Pflanzensoziologe Reinhold Tüxen erstellte dazu Empfehlungen. Der Park geriet zur ideologiekonformen Grünanlage.

## Bebauung und Einrichtungen

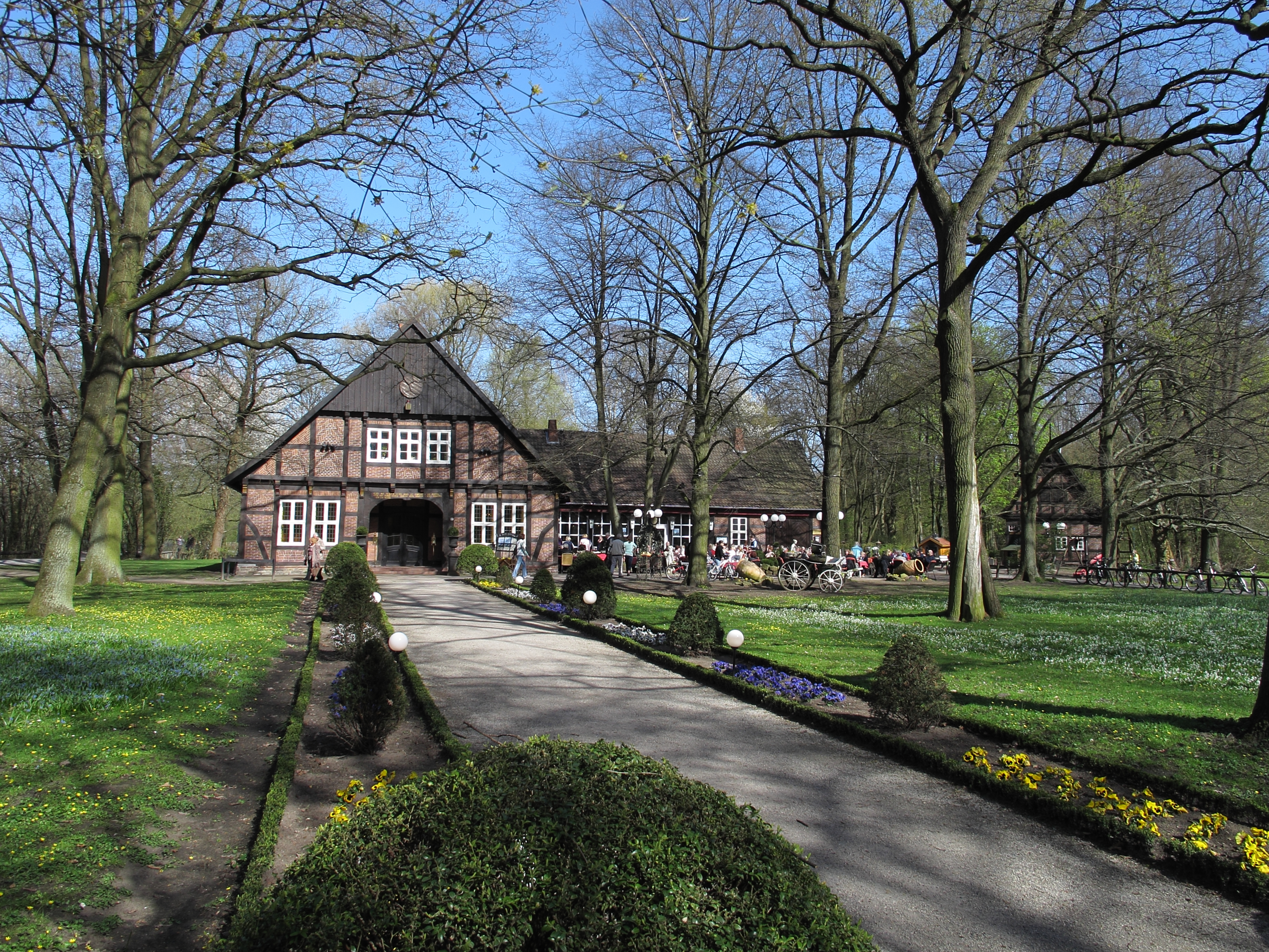
Restaurant in einem niederdeutschen Hallenhaus, rechts freistehendes Speichergebäude

Der Park erhielt bei seiner Anlage in den 1930er-Jahren eine Bebauung in der Art eines Freilichtmuseums. Dabei wurden alte, niedersachsentypische Gebäude von anderen Orten nach hier umgesetzt. So entstand eine historische Gebäudegruppe an einer zentralen Stelle inmitten des Parks nahe dem Annateich. Sie ist an drei Seiten von Wasserläufen umgeben. Die Fachwerkgebäude erwecken den Eindruck einer alten Gehöftanlage. Die Bebauung besteht aus:
- Hallenhaus (volkstümlich: Niedersachsenhaus) von 1720, transloziert aus Wettmar, eine langjährige Meierei und zuletzt Jugendherberge. Heute beherbergt es ein Restaurant der gehobenen Klasse mit altniedersächsischem Interieur.
- Speichergebäude von 1637 aus Eystrup, auch Lönshaus genannt, das als Veranstaltungsgebäude für Familienfeste genutzt wird.
- Bockwindmühle Alte Mühle von 1701, die in den letzten Jahrhunderten an wechselnden Standorten in Hannover und Hohnebostel bei Langlingen aufgestellt war. 1935 wurde sie außer Betrieb gestellt. 2008 wurde sie wegen Einsturzgefahr abgebaut, da das Holz erhebliche Schäden durch Fäulnis und durch Klopfkäferbefall hatte. Hauptsächliche Schadensursache ist die lange Ruhezeit der Mühle. Der Wiederaufbau nach einer Restaurierung erfolgte im Juli 2012.

Eine weitere Bebauung besteht in Form des Freibades „Kleefelder Bad“ (auch „Annabad“ genannt), das durch geschickt angeordnete Gehölze und Wasserläufe vom Park aus kaum wahrnehmbar ist. Weitere Gebäude gibt es durch die denkmalgeschützte Dauerkolonie Annateich als  Kleingartenanlage an der Parknordseite entlang der Eisenbahnstrecke mit 220 Kleingärten, Gartenhäusern und einem Vereinslokal. Auch zwei Sportplätze und mehrere Kinderspielplätze finden sich im Park.

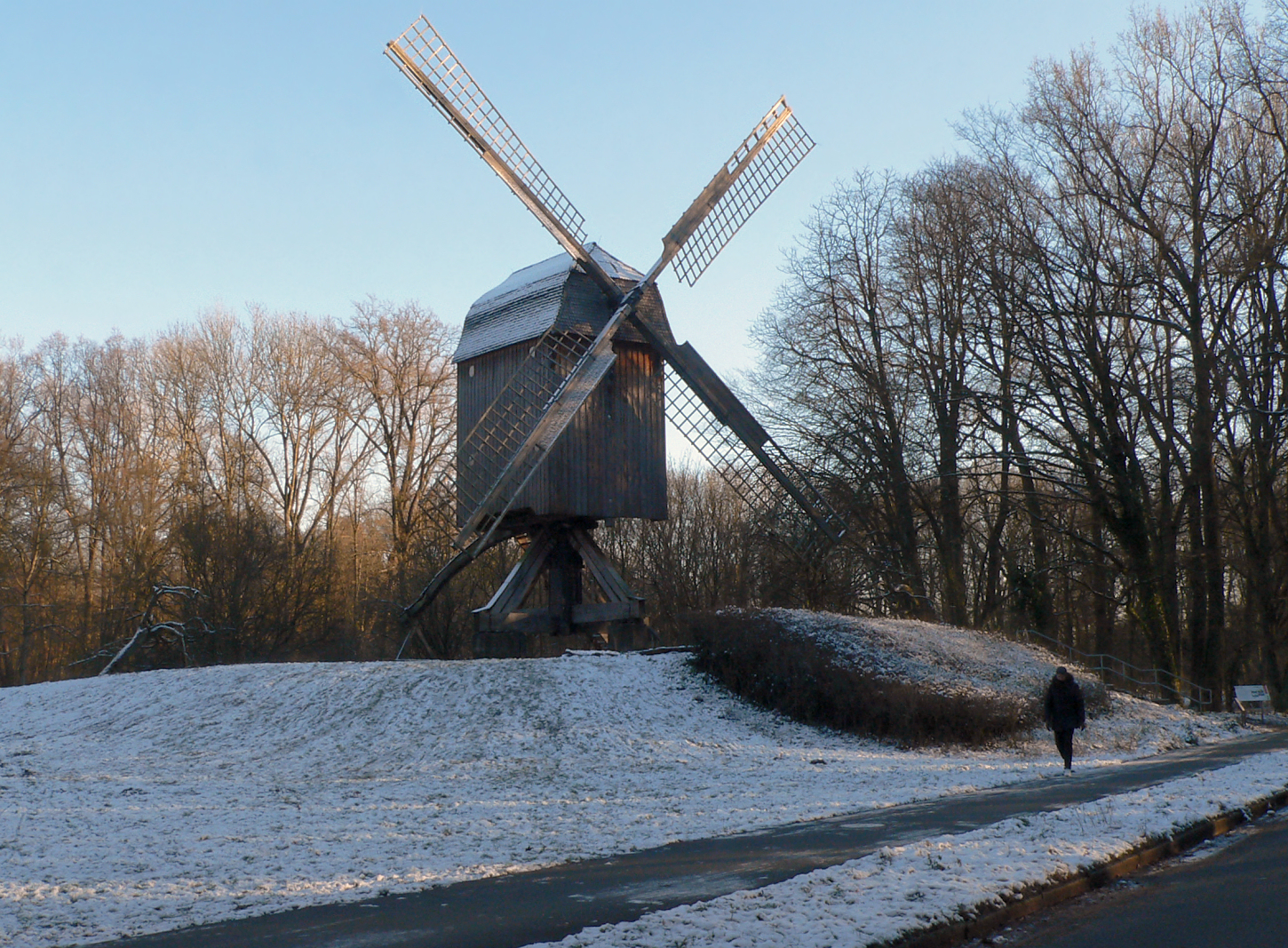
Bockwindmühle, 2008 wegen Baufälligkeit abgebaut, 2012 wieder aufgebaut
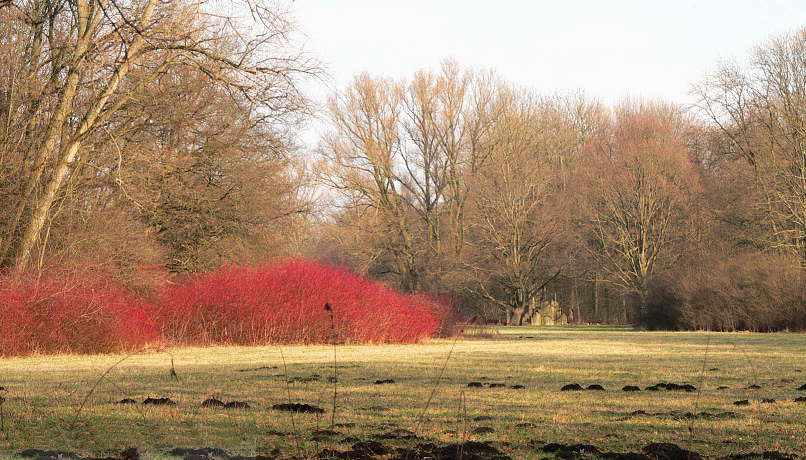
Farbenprächtiges Gehölz im Park
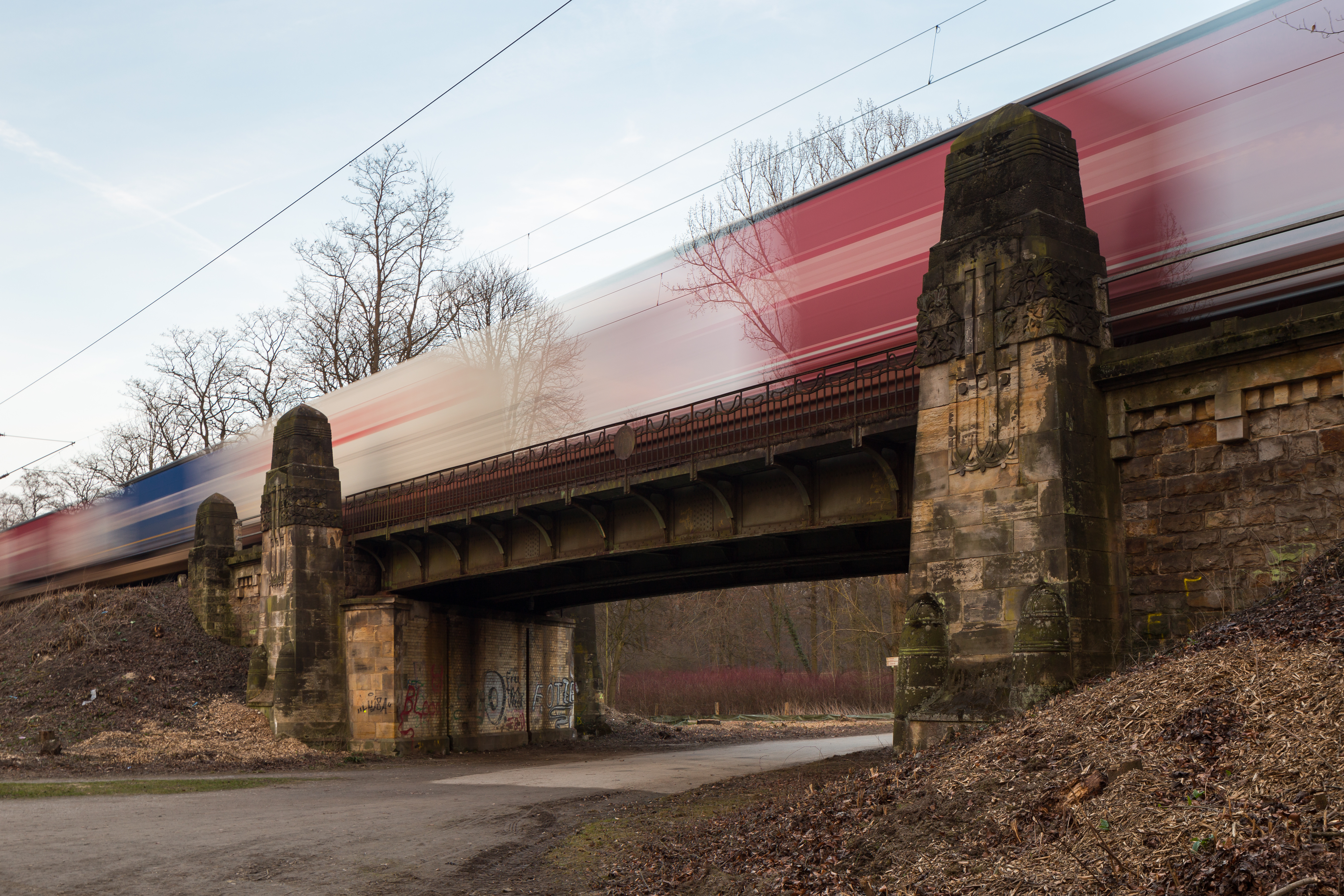
Brücke der Güterumgehungsbahn Hannover mit Brückenbauwerk vor der Restaurierung (2015)
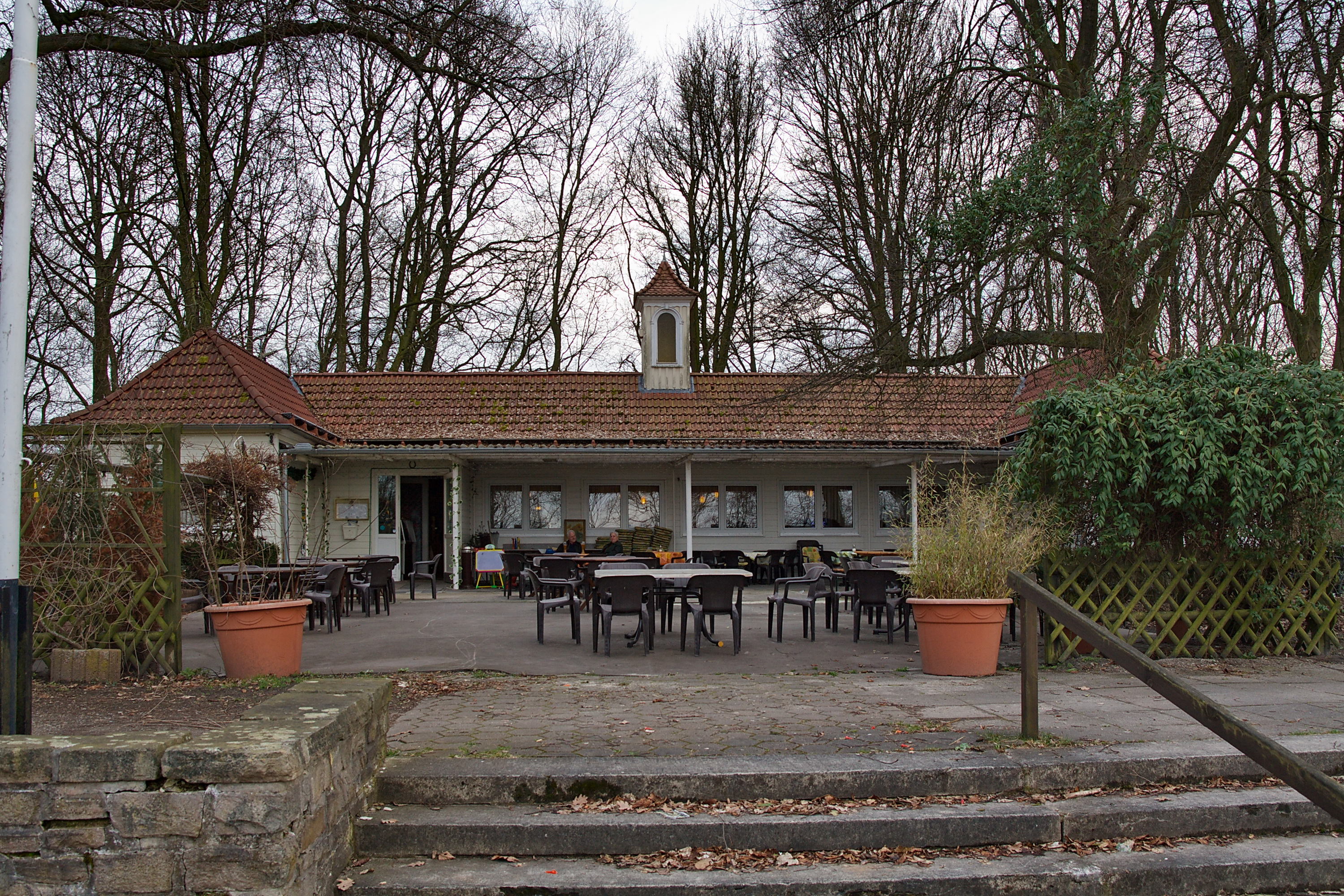
Lokal der Dauerkolonie Annateich am nördlichen Parkrand
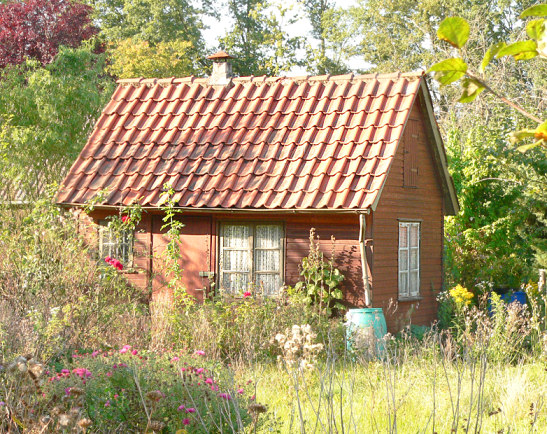
Denkmalgeschütztes Gartenhaus (etwa 1940) der Dauerkolonie Annateich

## Geschichte

### Geländevornutzung
Das heutige Parkgelände war in früheren Jahrhunderten ein feuchtes Niedermoorgebiet, für das außer als Wiese kaum eine landwirtschaftliche Nutzung infrage kam. Ab dem 17. Jahrhundert diente das Gelände zum Abbau von Ton. Die ehemalige Tongrube lief später mit Wasser voll. Daraus bildete sich der ursprünglich wesentlich kleinere Annateich. Größere Landschaftsveränderungen des offiziell als „Gelände am Annateich“ bezeichneten Bereichs brachte der Eisenbahnbau im 19. Jahrhundert. Als 1843 die Bahnstrecke Hannover–Braunschweig entstand, führte die Trasse hier vorbei. Gleiches geschah mit einem 1909 hochgelegten Damm beim Bau der Güterumgehungsbahn Hannover.

### Parkentstehung

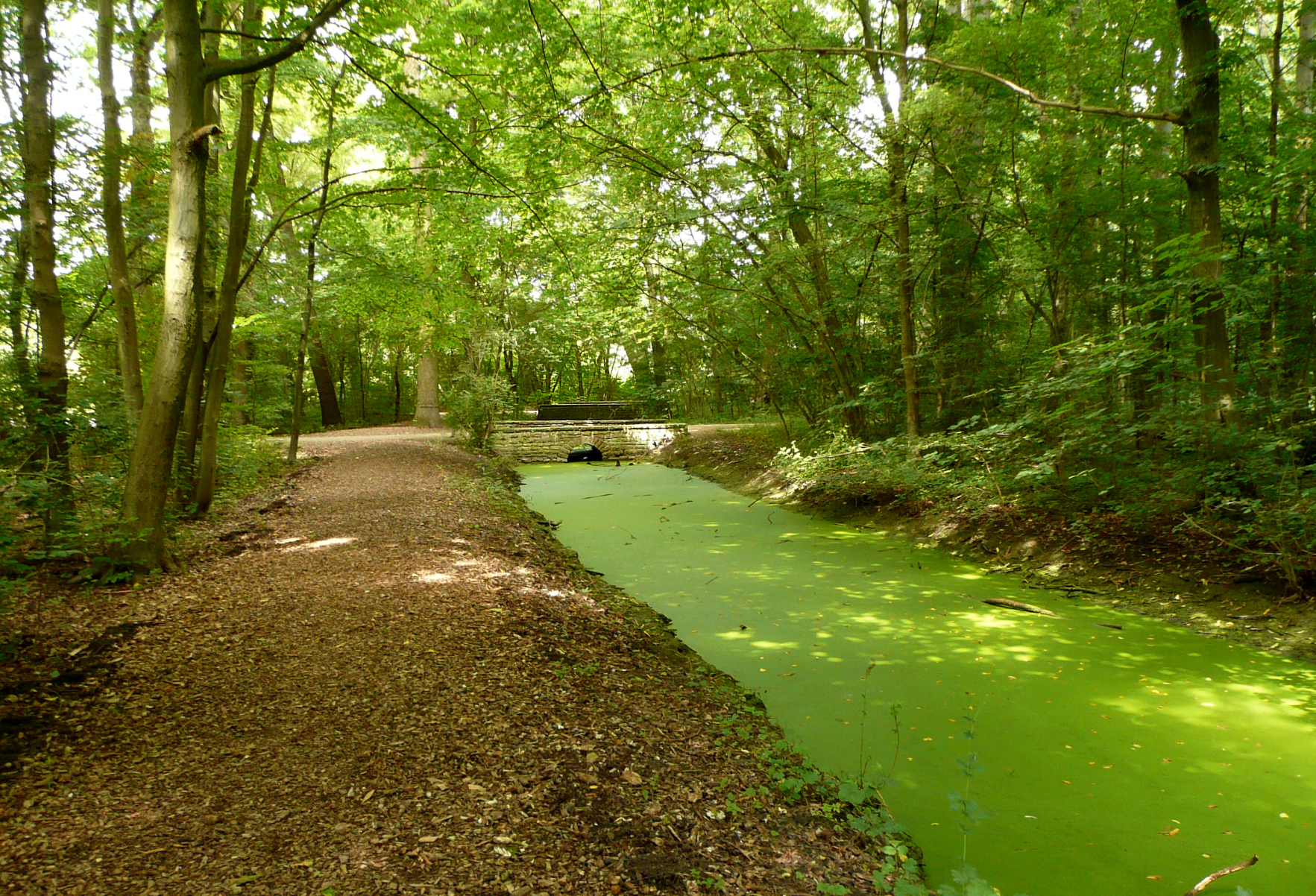
Wasserlauf mit Entenflott

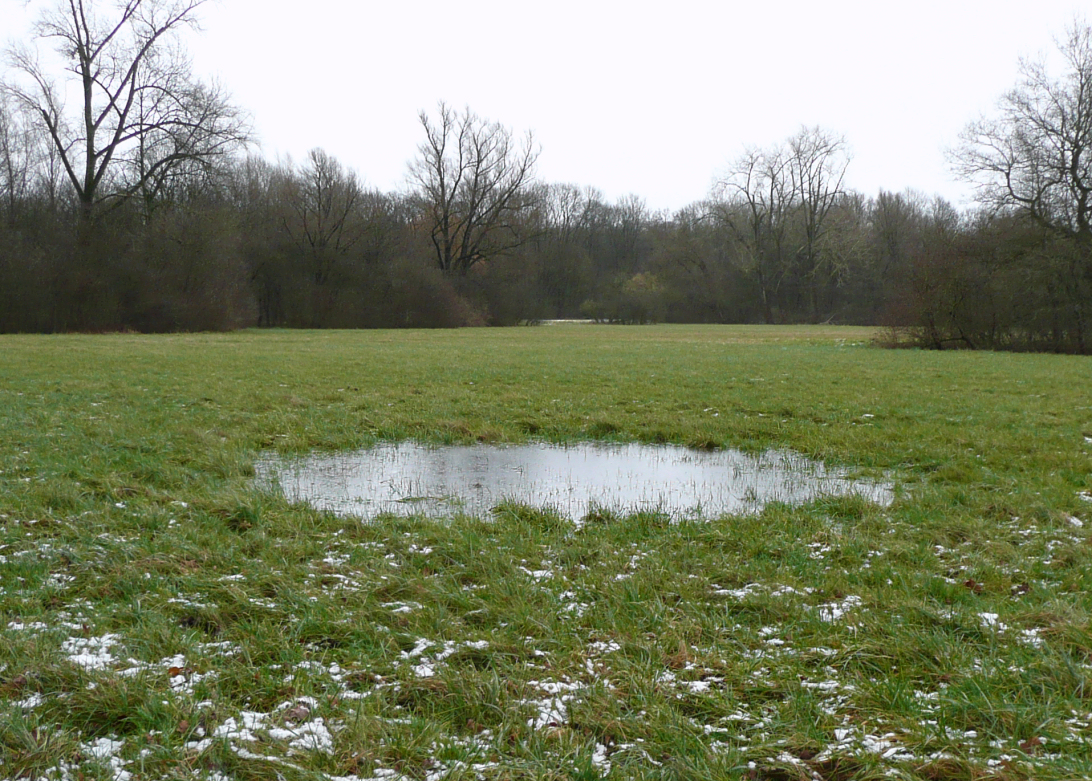
Wassergefüllter Bombentrichter

Die Volkspark-Idee, die Anfang des 20. Jahrhunderts europaweit aufkam, förderte die Parkentstehung. Im Zuge der städtebaulichen Verdichtung mit beengten Wohnverhältnissen sollten die Bürger Gelegenheit zur Erholung in weitläufigen Parks erhalten. 1935 schrieb die hannoversche Stadtverwaltung einen Ideenwettbewerb zur Gestaltung des in städtischem Eigentum stehenden „Geländes am Annateich“ aus, den der hannoversche Gartenarchitekt Wilhelm Hübotter gewann. Nach seinen Planungen entwickelte die Stadt ihr Konzept und ließ es von städtischen Behörden, wie dem Bauamt und der Gartendirektion, teilweise durch Arbeitsbeschaffungsmaßnahmen, umsetzen. Bei den Arbeiten waren große Erdbewegungen notwendig, um Wasserläufe anzulegen und den Annateich umzugestalten bzw. zu vergrößern. Sie begannen 1936 und waren mit der Parkeinweihung am 18. August 1939 abgeschlossen.

### Weitere Geschichte
Bei den Luftangriffen auf Hannover während des Zweiten Weltkriegs fielen etwa 350 Fliegerbomben in den Park. Sie galten offenbar der Güterumgehungsbahn Hannover, die durch das Parkgelände führt. Noch heute sind auf den Wiesen und Rasenflächen zahlreiche Bombentrichter als kreisrunde Vertiefungen erkennbar, in denen sich vor allem im Frühjahr Oberflächenwasser sammelt.
Der Turn-Klubb zu Hannover veranstaltet in den Parkanlagen im Jahresrhythmus den Hermann-Löns-Park-Lauf. Der Volkslauf gilt als Abschluss der Herbstlaufsaison und wurde 2016 bereits zum 40. Mal ausgetragen. Ebenso führt die Polizei Niedersachsen mit ihren Beschäftigten alljährlich den Polizeivolkslauf im Park durch.